# Ralph Saint-Germain
Ralph E. Saint-Germain (Ottawa, 19 gennaio 1904 – Ottawa, 2 agosto 1974) è stato un hockeista su ghiaccio canadese.

## Palmarès

### Olimpiadi invernali
- Argento a Garmisch-Partenkirchen 1936 nell'hockey su ghiaccio.